# Béla Mező
Béla Elemér Mező (Veličná, 11 luglio 1883 – Budapest, 18 aprile 1954) è stato un velocista e lunghista ungherese.

## Biografia
Mező partecipò alle gare di atletica leggera ai Giochi olimpici di Saint Louis 1904. Disputò le prove dei 60 metri piani, 100 metri piani e salto in lungo. Nelle prime due gare fu eliminato in batteria mentre nel salto in lungo ottenne un risultato non precisato ma comunque inferiore al sesto posto.
Dopo il ritiro dalle corse, Mező divenne chirurgo e professore universitario in medicina.